# Sammy Adams
Samuel Adams Wisner (Cambridge, 14 de agosto de 1987), melhor conhecido como Sammy Adams, é um rapper norte-americano de Boston, Massachusetts.

## Discografia

### EPs
| Título       | Detalhes dos álbuns                                                                                  | Posições nos gráficos | Posições nos gráficos | Posições nos gráficos | Vendas        |
| Título       | Detalhes dos álbuns                                                                                  | EUA                   | EUA R&B               | EUA Rap               | Vendas        |
| ------------ | --- | --------------------- | --------------------- | --------------------- | ------------- |
| Boston's Boy | - Lançamento: 4 de Março de 2010 - Gravadora: 1st Round - Formato: CD, Digital download              | 73                    | 21                    | 7                     | - EUA: 38,200 |
| Homecoming   | - Lançamento: 19 de Novembro de 2013 - Gravadora: RCA, 1st Round Records - Formato: Digital download | 45                    | —                     | 5                     |               |

### Singles
| "Driving Me Crazy"                                    | 2010 | 90  | 6  | —  | Boston's Boy     |
| "Blow Up"                                             | 2011 | —   | —  | —  | Single não-álbum |
| "Only One"                                            | 2012 | —   | —  | 33 | Single não-álbum |
| "All Night Longer"                                    | 2012 | —   | —  | —  | Single não-álbum |
| "Big Lights"                                          | 2013 | —   | —  | —  | Single não-álbum |
| "L.A. Story" (participando Mike Posner)               | 2013 | 120 | 18 | —  | Single não-álbum |
| "—" denota lançamentos que não atingiram os gráficos. |      |     |    |    |                  |

Mixtapes
| Título               | Data de lançamento     |
| -------------------- | ---------------------- |
| Boston's Opening Day | Fevereiro de 2010      |
| Party Records        | 23 de setembro de 2010 |
| Into the Wild        | 30 de dezembro de 2011 |
| OK COOL              | 14 de agosto de 2012   |
| WIZZY                | 2 de junho de 2014     |

### Como artista convidado
| Título                                                                                   | Ano  | Posições nos gráficos | Posições nos gráficos | Posições nos gráficos | Posições nos gráficos | Posições nos gráficos | Posições nos gráficos | Álbum               |
| Título                                                                                   | Ano  | EUA                   | AUS                   | CAN                   | ICE                   | SLO                   | ESP                   | Álbum               |
| ---------------------------------------------------------------------------------------- | ---- | --------------------- | --------------------- | --------------------- | --------------------- | --------------------- | --------------------- | ------------------- |
| "No...Yeah" (Michael Africk participando Sammy Adams)                                    | 2010 | —                     | —                     | —                     | —                     | —                     | —                     | Non-album single    |
| "Fly So High" (G. Curtis participando Sammy Adams)                                       | 2011 | —                     | —                     | —                     | —                     | —                     | —                     | Maximum Volume      |
| "Gamechangerz" (G. Curtis participando Sammy Adams)                                      | 2011 | —                     | —                     | —                     | —                     | —                     | —                     | Maximum Volume      |
| "I'm Ragin" (Bei Maejor participando Sammy Adams)                                        | 2011 | —                     | —                     | —                     | —                     | —                     | —                     | Maejor Maejor       |
| "Finally Found You" (Enrique Iglesias participando Sammy Adams)                          | 2012 | 24                    | 33                    | 11                    | 28                    | 10                    | 31                    | Sex and Love        |
| "I Knew You Were Trouble (Remix)" (Taylor Swift participando Sammy Adams)                | 2012 | —                     | —                     | —                     | —                     | —                     | —                     | Single de não-álbum |
| "—" denota uma gravação não atingiram os gráficos ou não foi lançado naquele território. |      |                       |                       |                       |                       |                       |                       |                     |